# プリヴェルノ
プリヴェルノ（伊: Priverno）は、イタリア共和国ラツィオ州ラティーナ県にある、人口約14,000人の基礎自治体（コムーネ）。
郊外にあるフォッサノーヴァ修道院 (Fossanova Abbey) は、トマス・アクィナス終焉の地として知られる。

## 名称
1927年まではPipernoと呼ばれた。

## 地理
ラティーナ県中部内陸に位置し、レピーニ山脈 (Monti Lepini) にほど近い町である。

### 位置・広がり

#### 隣接コムーネ
隣接するコムーネは以下の通り。
- ロッカゴルガ - 北
- マエンツァ - 北
- プロッセーディ - 北東
- ロッカセッカ・デイ・ヴォルシ - 東
- ソンニーノ - 南東
- ポンティーニア - 南西
- セッツェ - 北西

### 気候分類・地震分類
プリヴェルノにおけるイタリアの気候分類 (it) および度日は、zona C, 1352 GGである。
また、イタリアの地震リスク階級 (it) では、zona 3A (sismicità bassa) に分類される。

## 歴史
帝政ローマ初期の歴史家ティトゥス・リウィウスによれば、ウォルスキ人の都市として Privernum が繁栄していたが、紀元前4世紀後半にローマ人によって征服・破壊された。アッピア街道が付近を通っている。
ローマ人の支配のもとで都市は再建されたが、西ローマ帝国の崩壊後は記録から姿を消している。
1870年まで教皇領の一部であり、地方の小さな中心都市となった。

## 行政

### 山岳部共同体
広域行政組織である山岳部共同体「モンティ・レピーニ・アウソニ山岳部共同体」 (it:Comunità montana dei Monti Lepini Ausoni) を構成するコムーネの一つで、その事務所所在地である。モンティ・レピーニ・アウソニ山岳部共同体は以下のコムーネから構成される。
- バッシアーノ、コーリ、マエンツァ、ノルマ、プリヴェルノ、プロッセーディ、ロッカセッカ・デイ・ヴォルシ、ロッカ・マッシマ、ロッカゴルガ、セルモネータ、セッツェ、ソンニーノ

### 分離集落
プリヴェルノには、以下の分離集落（フラツィオーネ）がある。
- Boschetto, Casale (Macale'), Case Alloggio Ferrovieri, Ceriara, Colle Rotondo, Colle San Pietro, Colle Sughereto, Caciara, Fascia, Fornillo, Fossanova, Gricilli, Le Crete, Mezzagosto, Montalcide, Osteria dei Pignatari, Perazzette, Pruneto, San Martino, Stazione Fossanova, Stradone Grotte

## 文化・観光

### フォッサノーヴァ修道院とトマス・アクィナス
プリヴェルノ市街の南方郊外に位置するフォッサノーヴァ修道院 (Fossanova Abbey) は、トマス・アクィナス終焉の地として知られる。聖トマス・アクィナスは、この町の守護聖人となっている。トマス・アクィナスの仲間であったドミニコ会修道士ピペルノのレジナルド (Reginald of Piperno) は、この町の出身である。

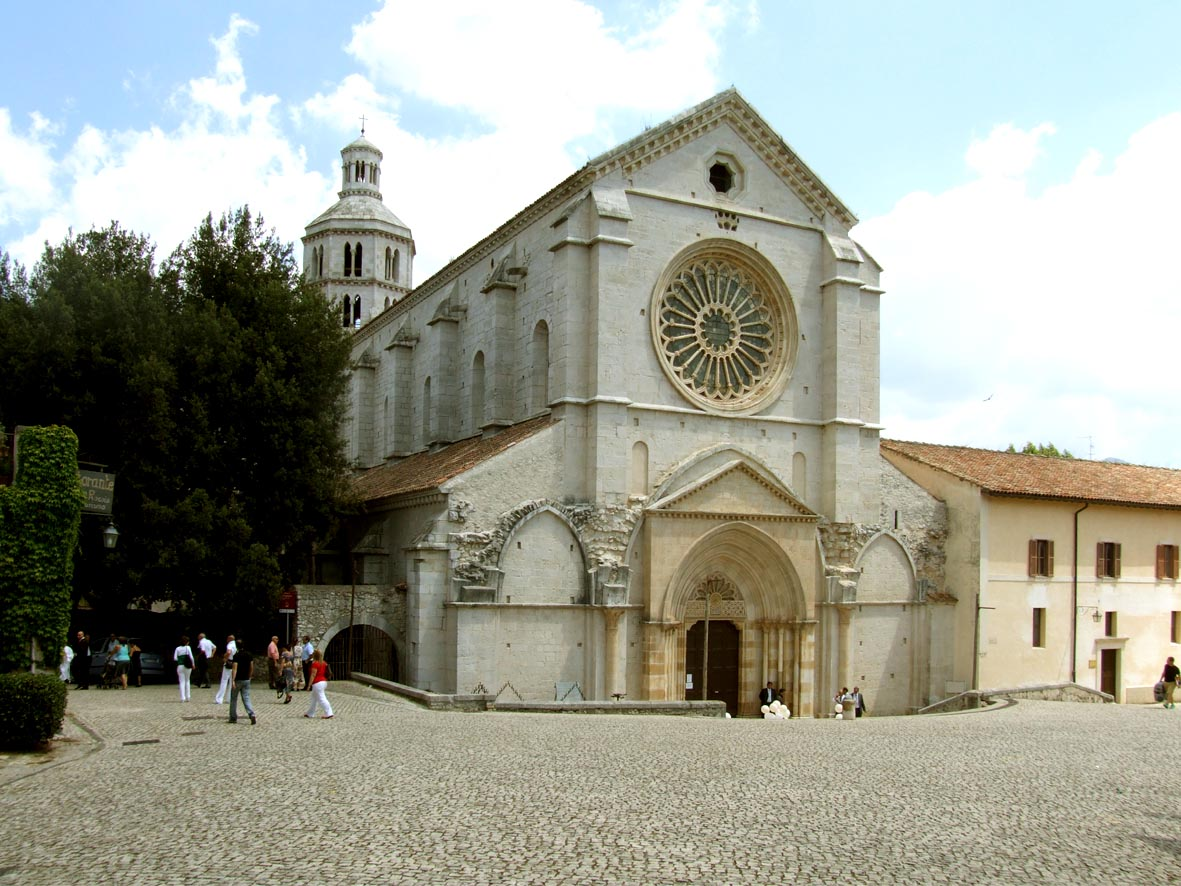
フォッサノーヴァ修道院

## 交通

### 鉄道
- ローマ＝フォルミア＝ナポリ線
  - プリヴェルノ＝フォッサノーヴァ駅
- テッラチーナ＝プリヴェルノ線
  - プリヴェルノ＝フォッサノーヴァ駅

市域南端にプリヴェルノ＝フォッサノーヴァ駅があり、ローマ＝フォルミア＝ナポリ線とテッラチーナ＝プリヴェルノ線が分岐している。